# Pistolet Beretta Mod. 1931
Beretta Model 1931 – włoski pistolet samopowtarzalny produkowany w pierwszej połowie lat 30. XX wieku.

## Historia
Pod koniec lat 20. XX wieku stało się jasne że skonstruowany dla armii włoskiej pistolet Model 1923 nie zostanie przyjęty przez nią do uzbrojenia. Także podstawowy produkt Beretty produkowany na rynek cywilny – pistolet Model 1922 sprzedawał się coraz słabiej.
Podstawową przyczyną porażki udanego pistoletu M1923 był nabój, którym strzelał. Nabój 9 mm Glisenti, identyczny pod względem wymiarów z nabojem 9 mm Parabellum, ale eleborowany znacznie słabszym ładunkiem prochowym został uznany przez armie włoską uznany za nieperspektywiczny i postanowiła ona nie wprowadzać do swojego uzbrojenia nowych wzorów broni nim strzelających. Pistolet M1922 był zaś konstrukcją przestarzałą, poza sposobem montażu lufy i kalibrem niewiele różniącą się od pierwszego pistoletu Beretty – Modelu 1915.
Na przełomie lat 20. i 30. Regia Marina rozpoczęła poszukiwania nowego typu pistoletu samopowtarzalnego. W konkursie zwyciężył nowy pistolet Beretty – Model 1931. Jego produkcję rozpoczęto w 1931 roku. Była to pomniejszona wersja pistoletu Model 1923 zasilana nabojem 7,65 mm Browning. Nowy pistolet dzięki zewnętrznemu kurkowi był bardziej bezpieczny i niezawodny niż pistolet Model 1922 (wyposażony w kurek wewnętrzny), jednocześnie podobnie jak on zasilany popularna amunicja 7,65 mm.
Pistolety produkowane na zamówienie włoskiej floty są sygnowane kotwicą i literami RM. poza pistoletami produkowanymi dla floty powstała także seria pistoletów Model 1931 przeznaczonych na rynek cywilny. Produkcję pistoletu Model 1931 zakończono w 1935 roku w związku z rozpoczęciem produkcji pistoletu Model 1935.

## Opis
Beretta M1931 była bronią samopowtarzalną. Zasada działania oparta na odrzucie zamka swobodnego. Mechanizm spustowy z kurkiem zewnętrznym.
Bezpiecznik nastawny. Skrzydełko bezpiecznika po lewej stronie szkieletu.
M1931 był zasilany z wymiennego, jednorzędowego magazynka pudełkowego o pojemności 8 naboi, umieszczonego w chwycie. Przycisk zwalniania magazynka znajdował się u dołu chwytu.
Lufa gwintowana.
Przyrządy celownicze mechaniczne, stałe (muszka i szczerbinka).